# Franciszek Smolarek

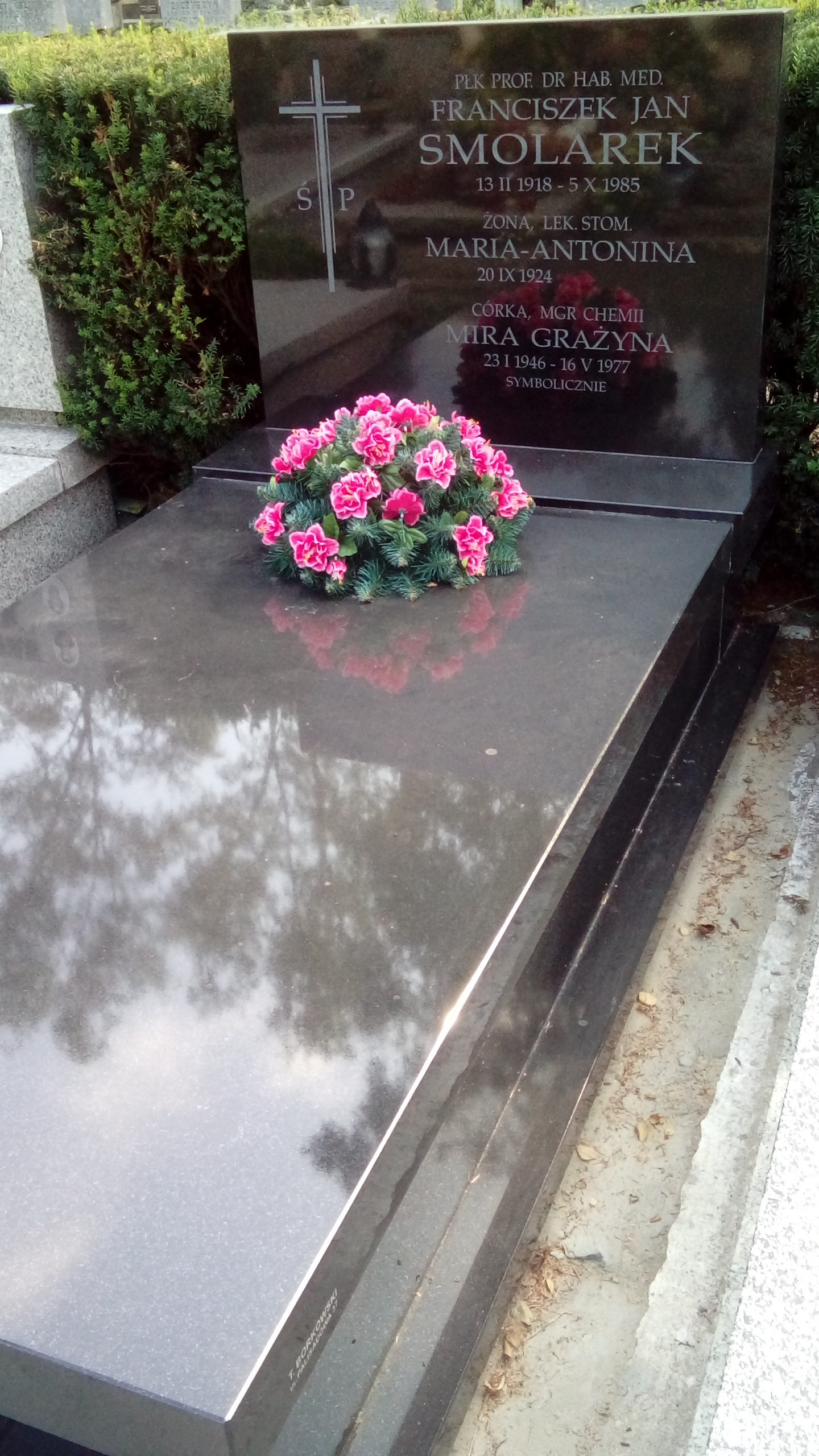
Grób profesora Franciszka Jana Smolarka na Cmentarzu Wojskowym na Powązkach

Franciszek Jan Smolarek (ur. 13 lutego 1918 w Lipniku, zm. 5 października 1985 w Warszawie) – polski lekarz, profesor doktor habilitowany nauk medycznych, pułkownik Wojska Polskiego.

## Życiorys
Był synem Franciszka, kolejarza, i Rozalii z Pyclików. W 1936 roku ukończył Polskie Gimnazjum Państwowe w Bielsku i po otrzymaniu świadectwa dojrzałości rozpoczął studia na Wydziale Lekarskim Uniwersytecie Jagiellońskim, przerwane wskutek wybuchu wojny we wrześniu 1939 i następnie zamknięcia UJ. Podczas okupacji niemieckiej pracował w latach 1940–1943 jako robotnik w Szpitalu Bratniej Pomocy w Bielsku. Przez kilka miesięcy był więziony. Uczestniczył także w działalności konspiracyjnej. W latach 1943–1945 był lekarzem pomocniczym w Szpitalu Powiatowym w Żywcu i Szpitalu Miejskim w Bielsku (od stycznia do marca 1945).
Po wojnie kontynuował od kwietnia 1945 studia na Uniwersytecie Jagiellońskim i po uzyskaniu dyplomu lekarza w sierpniu 1946 został starszym asystentem II Kliniki Chirurgicznej UJ (do sierpnia 1948). Powołany do służby wojskowej ukończył w listopadzie 1948 Kurs Doskonalenia Oficerów Służby Zdrowia w Centrum Wyszkolenia Sanitarnego w Łodzi i w stopniu porucznika objął stanowisko ordynatora oddziału chirurgicznego Wojskowego Szpitala Okręgowego w Lublinie. Przeniesiony do rezerwy w grudniu 1949, powrócił na stanowisko starszego asystenta w II Klinice Chirurgicznej UJ. Doktoryzował się 11 lipca 1950 na podstawie pracy Badania powierzchniowej ciepłoty na zdrowych kończynach. 1 października 1951 został adiunktem I Kliniki Chirurgicznej Akademii Lekarskiej w Gdańsku, ale po roku powtórnie powołany do służby wojskowej, odbył Kurs Przeszkolenia Oficerów w Wojskowym Centrum Wyszkolenia Medycznego w Łodzi, zakończony w listopadzie 1952. Uzyskał specjalizację II stopnia z chirurgii oraz organizacji i taktyki wojskowej służby zdrowia. W latach 1952–1956 był ordynatorem oddziału chirurgicznego 107 Wojskowego Szpitala Rejonowego w Wałczu (od 27 kwietnia 1953 w randze kapitana), następnie w latach 1956–1964 1 Wojskowego Szpitala Okręgowego w Warszawie, gdzie równocześnie był kierownikiem naukowym oddziałów chirurgicznych (w latach 1957–1964). Awansował kolejno do stopnia majora (1957) i podpułkownika (1960). Po likwidacji szpitala przeszedł do 2. Centralnego Szpitala Klinicznego Wojskowej Akademii Medycznej (WAM) w Warszawie (później Centralny Wojskowy Szpital Kliniczny Centrum Kształcenia Podyplomowego WAM), w którym objął ordynaturę Klinicznego Oddziału Chirurgii Ogólnej. Po przemianowaniu oddziału na II Klinikę Chirurgiczną został jej kierownikiem i funkcję tę pełnił do stycznia 1984. Następnie był kierownikiem Instytutu Chirurgii tego szpitala. Habilitował się w kwietniu 1966 z chirurgii na Wydziale Lekarskim WAM w Łodzi na podstawie rozprawy Zastosowanie ganglioplegii w leczeniu krwawień i wstrząsu krwotocznego. Awansował na pułkownika we wrześniu 1967 roku, profesorem nadzwyczajnym został 7 lutego 1975, a profesorem zwyczajnym 11 lipca 1985 roku.

## Działalność naukowa
W badaniach naukowych zajmował się początkowo układem krążenia, m.in. w dysertacji doktorskiej i pracy Krytyczna ocena sposobów badania krążenia obwodowego w kończynach (1952). W późniejszym okresie skoncentrował się na praktycznym wykorzystaniu ganglioplegii, zwłaszcza we wstrząsie i krwawieniu, na współczesnym polu walki. Prace te uzyskały wyróżnienie ministra obrony narodowej (12 października 1966) w dziedzinie medycyny wojskowej. Prócz pracy habilitacyjnej opublikował z tego zakresu artykuły: wspólnie ze Stefanem Śmietanowskim – Próby leczenia ostrych krwawień ganglioplegią (1964) i samodzielnie – Ganglioplegia zastosowana zapobiegawczo i leczniczo w krwawieniach urazowych i samorodnych (1965). Za rozdział Urazy tułowia w pracy zbiorowej Chirurgia urazowa (1968, wydanie drugie 1971), otrzymał nagrodę zespołową III stopnia w dziedzinie medycyny wojskowej (1969) oraz nagrodę zespołową I stopnia (1973) za badania nad zastosowaniem cyjanopochodnych klejów chirurgicznych i kolagenu produkcji krajowej do zaopatrywania ran. 
Wygłaszał liczne referaty w kraju, m.in. na zjazdach chirurgów Polskich, oraz za granicą, m.in. Chirurgiczne zadania lekarza jednostki na II Międzynarodowym Specjalizacyjnym Kursie Lekarzy Wojskowych we Francji (1963). Propagował oświatę zdrowotną w zakresie udzielania pierwszej pomocy na łamach czasopism popularnonaukowych, np. Żyjmy dłużej oraz w popularyzatorskich pracach (m.in. Doktryna pierwszej pomocy, 1980). Ogółem ogłosił samodzielnie i we współautorstwie około 180 publikacji, był promotorem 16 przewodów doktorskich i opiekunem 3 przewodów habilitacyjnych. Interesował się filmem naukowym, był konsultantem Państwowych Zakładów Wydawnictw Lekarskich do spraw filmu naukowego. W 1975 brał udział w pracach sekcji szkolnictwa wyższego Międzynarodowego Stowarzyszenia Filmu Naukowego.
Był członkiem honorowym Towarzystwa Chirurgów Polskich oraz członkiem honorowym Polskiego Stowarzyszenia Filmu Naukowego i wiceprzewodniczącym jego Rady Naukowej. Był też członkiem Rad Naukowych Wojskowego Instytutu Medycyny Lotniczej i Instytutu Centrum Medycyny Doświadczalnej i Klinicznej Polskiej Akademii Nauk oraz Rady Naukowej przy Szefie Departamentu Służby Zdrowia Ministerstwa Obrony Narodowej, działał też w Zarządzie Głównym Polskiego Czerwonego Krzyża i był członkiem ZBoWiD. Został pochowany na Cmentarzu Wojskowym na Powązkach (kwatera B4-9-21).

## Odznaczenia i wyróżnienia
- Krzyż Oficerski Orderu Odrodzenia Polski
- Krzyż Kawalerski Orderu Odrodzenia Polski
- Złoty Krzyż Zasługi
- Złoty Medal „Siły Zbrojne w Służbie Ojczyzny”
- Srebrny Medal „Siły Zbrojne w Służbie Ojczyzny”
- Złoty Medal „Za zasługi dla obronności kraju”
- Srebrny Medal „Za zasługi dla obronności kraju”

## Źródła
- Internetowy Polski Słownik Biograficzny